# Temporada 2004-2005 de l'EC Granollers
Després de quatre anys a la banqueta de l'entitat vallesana, Ramon Mayo decideix donar per acabat el seu cicle a l'Esport Club Granollers, llegant un equip compacte i ben consolidat a la Tercera Divisió. Com en temporades anteriors, fa debutar amb el primer equip a una altra fornada de juvenils, destacant enguany el cas d'Abraham Minero qui acabarà jugant a Primera Divisió amb el Reial Saragossa dintre d'uns anys. El president Paco Ariza també deixa el càrrec a finals de juny.

## Fets destacats
2005
- 26 de maig: el club presenta a Juan Antonio López Toribio com a nou entrenador per la temporada vinent.[1]
- 30 de juny: Paco Ariza deixa la presidència del club a Pasqual Germán i el seu equip de 14 nous directius.[2]

## Plantilla
| Núm. | Pos. |           | Jugador                             | Procedència             | Temporada |
| ---- | ---- | --------- | ----------------------------------- | ----------------------- | --------- |
|      | POR  | Catalunya | Manel Ochoa Jufré                   | UE Vic                  | 2001-2002 |
|      | POR  | Catalunya | Cristian Raño Pérez                 | UE Cerdanyola de Mataró | 2004-2005 |
|      | DEF  | Catalunya | Elies Martí Coderch                 | UE Vic                  | 2001-2002 |
|      | DEF  | Catalunya | Roger Bellavista Fortuny            | juvenil                 | 2002-2003 |
|      | DEF  | Catalunya | Carles Crivillé Pedrero             | juvenil                 | 2002-2003 |
|      | DEF  | Catalunya | Rubén Salvador McCafferty Myles     | juvenil                 | 2002-2003 |
|      | DEF  | Catalunya | Eduard Dot Vila                     | AEC Manlleu             | 2003-2004 |
|      | DEF  | Catalunya | Bruno Recio Rispa                   | CE Júpiter              | 2004-2005 |
|      | DEF  | Catalunya | Jordi Folguera Virgili              | juvenil                 | 2004-2005 |
|      | DEF  | Catalunya | Gerard Bellavista Rodríguez         | juvenil                 | 2004-2005 |
|      | MIG  | Catalunya | Òscar Gely Casabosca                | juvenil                 | 1999-2000 |
|      | MIG  | Catalunya | Sergio Navarro Justo                | juvenil                 | 2002-2003 |
|      | MIG  | Catalunya | Fabià Millán Coll                   | juvenil                 | 2002-2003 |
|      | MIG  | Catalunya | Alexandre Delmàs Clascà             | CE Premià               | 2003-2004 |
|      | MIG  | Catalunya | Víctor Manuel Sánchez Toledano      | juvenil                 | 2003-2004 |
|      | MIG  | Catalunya | Sergio Ariza Ruiz                   | UE Sant Andreu          | 2004-2005 |
|      | MIG  | Catalunya | Sergi Antolín González              | CE Mataró               | 2004-2005 |
|      | MIG  | Catalunya | Sergi González Requena              | UE Sant Andreu          | 2004-2005 |
|      | MIG  | Catalunya | Albert Cuadras Nadal                | juvenil                 | 2004-2005 |
|      | MIG  | Catalunya | Ignacio Rullán Echeverría 'Nacho'   | juvenil                 | 2004-2005 |
|      | DAV  | Catalunya | Esteban Castaño Jiménez             | UE Vic                  | 2001-2002 |
|      | DAV  | Catalunya | Josep Puigdesens Aragall            | CE Mataró               | 2002-2003 |
|      | DAV  | Catalunya | Francisco Fernández Pérez 'Paquito' | CE Mataró               | 2003-2004 |
|      | DAV  | Catalunya | Joaquín Vera García 'Quini'         | UE Poble Sec            | 2004-2005 |
|      | DAV  | Catalunya | Sergio Azañón Roldán                | CE Premià               | 2004-2005 |
|      | DAV  | Catalunya | Abraham Minero Fernández            | juvenil                 | 2004-2005 |
|      | DAV  | Catalunya | Atalay Carrillo Montasell           | juvenil                 | 2004-2005 |
|      | DAV  | Catalunya | Francisco Manuel Carrasco López     | juvenil                 | 2004-2005 |
|      | DAV  | Catalunya | Diego Novo Bruña                    | juvenil                 | 2004-2005 |

Altres jugadors utilitzats a la pretemporada: Xavier 'Xevi' Ochoa Jufré (juvenil), Joan Carles Moles (juvenil), Carlos Bernal, Sergi Pascual García (juvenil), Zeus Pol Manzanedo (juvenil), José García Mendoza (juvenil), Roger Matamala Font (juvenil). 

Llegenda:  ·   Capità  ·   Juvenil  ·   Lesionat  ·   Altes  ·   Passaport europeu  ·   Extracomunitari  ·   Extracomunitari sense restricció
| Baixes 2003-2004                | Destinació         |
| Marc Callicó Prat               | CF Gavà            |
| Oriol Vila Martí                | CE Sant Celoni     |
| Oriol Martí Delgado 'Uri'       | UE Vilassar de Mar |
| Jordi Valbuena Ranchal          | retirat            |
| Xavier Izquierdo Giménez 'Xavo' | CD Montcada        |
| Joan Antoni Espiñeira López     | UE Vic             |
| Manel Sala de la Torre          | FC Barcelona C     |
| Xavier Pérez Soler              | CE Manresa         |

| Baixes 2004-2005                    | Destinació               |
| Josep Puigdesens Aragall            | UE Vic                   |
| Víctor Manuel Sánchez Toledano      | UE Canovelles            |
| Bruno Recio Rispa                   | UA Horta                 |
| Gerard Bellavista Rodríguez         | CF Sant Feliu de Codines |
| Lluís Paré Barniol                  | CF Sant Feliu de Codines |
| Sergi González Requena              | CD Masnou                |
| Francisco Fernández Pérez 'Paquito' | Reial Betis              |
| Sergi Antolín González              | UE Poble Sec             |
| Joaquín Vera García 'Quini'         | UE Poble Sec             |

| Jornades | 02 | 03 | 04 | 01 | 05 | 06 | 07 | 08 | 09 | 10 | 11 | 12 | 13 | 14 | 15 | 16 | 17 | 18 | 19 | 20 | 21 | 22 | 23 | 24 | 25 | 26 | 27 | 28 | 29 | 30 | 31 | 32 | 33 | 34 | 35 | 36 | 37 | 38 | Sumatoris       | PJ              | GM | GE | TG  | TV |
| --- | --- | --- | --- | --- | --- | --- | --- | --- | --- | --- | --- | --- | --- | --- | --- | --- | --- | --- | --- | --- | --- | --- | --- | --- | --- | --- | --- | --- | --- | --- | --- | --- | --- | --- | --- | --- | --- | --- | --------------- | --------------- | -- | -- | --- | -- |
| Delmàs | T | T | T | T | | T | T | T | T | T | T | T | T | T | T | T | T | T | T | T | T | T | T | T | T | T | T | T | T | T | T | T | T | T | T | T | T | T | Delmàs          | 37              | 8  |    | 7   | 1  |
| Gely | T | T | T | T | T | T | T | T | S | T | S | T | T | T | T | T | T | T | T | S | T | T | T | T | T | S | T | T | T | T | T | S | T | T | S | T | | | Gely            | 36              | 3  |    | 5   |    |
| Esteban | T | T | E | S | S | E | E | T | S | S | S | T | S | | | E | E | E | T | S | T | | S | S | | E | S | E | S | T | S | T | T | T | S | T | S | T | Esteban         | 34              | 6  |    | 4   | 1  |
| Ochoa | T | T | T | T | T | T | T | T | T | T | T | T | T | T | T | T | T | T | T | T | T | T | T | T | T | T | T | T | T | | | | T | T | | | T | T | Ochoa           | 33              |    | 34 | 4   |    |
| Crivillé | T | S | T | T | T | T | T | T | T | T | T | T | T | T | T | T | T | T | | T | T | | | | | E | | T | T | T | T | T | T | T | T | T | T | T | Crivillé        | 32              | 1  |    | 9   | 1  |
| Edu Dot | S | T | T | S | T | T | | S | T | | E | | | | | T | T | T | T | T | T | S | T | T | T | T | T | T | T | | T | T | T | T | T | T | T | T | Edu Dot         | 31              | 1  |    | 8   | 2  |
| Folguera | E | E | | | E | | E | E | T | T | T | T | T | T | T | T | S | S | T | T | T | T | T | T | | | T | T | T | T | E | E | E | S | E | | | E | Folguera        | 31              | 1  |    | 5   |    |
| Rubén Salvador | T | T | S | T | T | T | T | T | T | T | T | T | T | T | T | T | T | T | | E | E | | | | | | | | | S | E | S | S | E | T | T | T | S | Rubén Salvador  | 29              | 2  |    | 6   |    |
| Elies | T | T | T | S | T | T | T | T | T | | | | | | | | | | T | T | T | T | | T | T | T | T | T | T | T | T | T | T | T | T | T | T | T | Elies           | 28              | 1  |    | 8   |    |
| Fabià | T | S | E | | E | E | T | S | T | T | T | T | T | T | T | T | T | T | T | | S | E | T | S | T | T | S | S | S | | | | | | | | | | Fabià           | 28              | 1  |    | 5   |    |
| Quini | | S | S | T | S | S | S | T | S | S | S | T | T | S | T | S | S | | | E | E | T | E | E | T | T | T | T | T | T | | | | | | | | | Quini           | 27              | 5  |    | 3   |    |
| Ariza | S | E | S | T | S | T | S | | | | | | | | | | E | E | T | T | T | T | | E | T | S | E | S | E | E | | | | E | T | T | T | T | Ariza           | 25              | 5  |    | 2   |    |
| Bellavista | E | E | T | E | | | T | | E | T | T | S | S | T | T | | | T | | | | | T | T | T | T | S | | | | T | T | S | | | | | | Bellavista      | 21              | 4  |    | 9   |    |
| Navarro | | | | | | | | E | | | | | | E | T | E | T | T | T | S | | T | T | T | | | | | E | E | S | | E | S | S | S | T | S | Navarro         | 20              |    |    | 5   | 1  |
| Azañón | | | | | | | | | | | | | | | | | | | T | T | S | S | T | S | T | T | E | E | E | E | S | T | S | S | E | | | E | Azañón          | 18              | 2  |    | 1   |    |
| Paquito | | | | E | E | E | E | E | E | E | E | E | E | T | S | S | S | S | | | | E | | | | E | E | | | | | | | | | | | | Paquito         | 18              | 1  |    | 1   |    |
| Antolín | | T | T | T | T | S | | | | T | T | T | T | | | | | | | | | E | | E | E | S | T | T | S | S | | | | | | | | | Antolín         | 17              | 1  |    | 7   |    |
| Sergi González | S | | | E | T | S | S | S | E | E | E | | E | S | | T | E | | | E | | S | T | | S | | | | | | | | | | | | | | Sergi González  | 17              | 1  |    | 6   |    |
| Abraham | | | | | | | | | | | | | | | | | | | | | | | | | | | | | | S | T | T | T | T | T | T | T | T | Abraham         | 9               |    |    | 4   |    |
| Cuadras | | | | | | | | | | | | | | E | | | | | | | | | | | | | | | | | | E | E | | | | S | S | Cuadras         | 5               |    |    |     |    |
| Cristian Raño | | | | | | | | | | | | | | | | | | | | | | | | | | | | | | T | T | T | | | T | T | | | Cristian Raño   | 5               |    | 5  | 1   |    |
| Novo | | | | | | | | | | | | | | | | | | | | | | | | | | | | | | | | | | | | E | E | E | Novo            | 3               | 2  |    | 1   |    |
| Fran | | | | | | | | | | | | | | | | | | | | | | | | | | | | | | | | | | E | E | | E | | Fran            | 3               |    |    | 1   |    |
| Atalay | | | | | | | | | | | | | | | | | | | | | | | | | | | | | | | E | | | | | | | | Atalay          | 1               |    |    |     |    |
| Nacho | | | | | | | | | | | | | | | E | | | | | | | | | | | | | | | | | | | | | | | | Nacho           | 1               |    |    |     |    |
| Víctor Manuel | | | E | | | | | | | | | | | | | | | | | | | | | | | | | | | | | | | | | | | | Víctor Manuel   | 1               |    |    |     |    |
| Puigdesens | E | | | | | | | | | | | | | | | | | | | | | | | | | | | | | | | | | | | | | | Puigdesens      | 1               |    |    |     |    |
| Bruno | | | | | | | | | | | | | | | | | | | | | | | | | | | | | | | | | | | | | | | Bruno           | -               |    |    |     |    |
| Gerard | | | | | | | | | | | | | | | | | | | | | | | | | | | | | | | | | | | | | | | Gerard          | -               |    |    |     |    |
| T:titular, S:surt, E:entra, ES:entra i surt, PJ:partits jugats, GM:gols marcats, GE:gols encaixats, TG:targetes grogues, TV:targetes vermelles \| groga \| groga + groga \| groga + vermella \| vermella \| sanció \| lesió \| baixa \| | T:titular, S:surt, E:entra, ES:entra i surt, PJ:partits jugats, GM:gols marcats, GE:gols encaixats, TG:targetes grogues, TV:targetes vermelles \| groga \| groga + groga \| groga + vermella \| vermella \| sanció \| lesió \| baixa \| | T:titular, S:surt, E:entra, ES:entra i surt, PJ:partits jugats, GM:gols marcats, GE:gols encaixats, TG:targetes grogues, TV:targetes vermelles \| groga \| groga + groga \| groga + vermella \| vermella \| sanció \| lesió \| baixa \| | T:titular, S:surt, E:entra, ES:entra i surt, PJ:partits jugats, GM:gols marcats, GE:gols encaixats, TG:targetes grogues, TV:targetes vermelles \| groga \| groga + groga \| groga + vermella \| vermella \| sanció \| lesió \| baixa \| | T:titular, S:surt, E:entra, ES:entra i surt, PJ:partits jugats, GM:gols marcats, GE:gols encaixats, TG:targetes grogues, TV:targetes vermelles \| groga \| groga + groga \| groga + vermella \| vermella \| sanció \| lesió \| baixa \| | T:titular, S:surt, E:entra, ES:entra i surt, PJ:partits jugats, GM:gols marcats, GE:gols encaixats, TG:targetes grogues, TV:targetes vermelles \| groga \| groga + groga \| groga + vermella \| vermella \| sanció \| lesió \| baixa \| | T:titular, S:surt, E:entra, ES:entra i surt, PJ:partits jugats, GM:gols marcats, GE:gols encaixats, TG:targetes grogues, TV:targetes vermelles \| groga \| groga + groga \| groga + vermella \| vermella \| sanció \| lesió \| baixa \| | T:titular, S:surt, E:entra, ES:entra i surt, PJ:partits jugats, GM:gols marcats, GE:gols encaixats, TG:targetes grogues, TV:targetes vermelles \| groga \| groga + groga \| groga + vermella \| vermella \| sanció \| lesió \| baixa \| | T:titular, S:surt, E:entra, ES:entra i surt, PJ:partits jugats, GM:gols marcats, GE:gols encaixats, TG:targetes grogues, TV:targetes vermelles \| groga \| groga + groga \| groga + vermella \| vermella \| sanció \| lesió \| baixa \| | T:titular, S:surt, E:entra, ES:entra i surt, PJ:partits jugats, GM:gols marcats, GE:gols encaixats, TG:targetes grogues, TV:targetes vermelles \| groga \| groga + groga \| groga + vermella \| vermella \| sanció \| lesió \| baixa \| | T:titular, S:surt, E:entra, ES:entra i surt, PJ:partits jugats, GM:gols marcats, GE:gols encaixats, TG:targetes grogues, TV:targetes vermelles \| groga \| groga + groga \| groga + vermella \| vermella \| sanció \| lesió \| baixa \| | T:titular, S:surt, E:entra, ES:entra i surt, PJ:partits jugats, GM:gols marcats, GE:gols encaixats, TG:targetes grogues, TV:targetes vermelles \| groga \| groga + groga \| groga + vermella \| vermella \| sanció \| lesió \| baixa \| | T:titular, S:surt, E:entra, ES:entra i surt, PJ:partits jugats, GM:gols marcats, GE:gols encaixats, TG:targetes grogues, TV:targetes vermelles \| groga \| groga + groga \| groga + vermella \| vermella \| sanció \| lesió \| baixa \| | T:titular, S:surt, E:entra, ES:entra i surt, PJ:partits jugats, GM:gols marcats, GE:gols encaixats, TG:targetes grogues, TV:targetes vermelles \| groga \| groga + groga \| groga + vermella \| vermella \| sanció \| lesió \| baixa \| | T:titular, S:surt, E:entra, ES:entra i surt, PJ:partits jugats, GM:gols marcats, GE:gols encaixats, TG:targetes grogues, TV:targetes vermelles \| groga \| groga + groga \| groga + vermella \| vermella \| sanció \| lesió \| baixa \| | T:titular, S:surt, E:entra, ES:entra i surt, PJ:partits jugats, GM:gols marcats, GE:gols encaixats, TG:targetes grogues, TV:targetes vermelles \| groga \| groga + groga \| groga + vermella \| vermella \| sanció \| lesió \| baixa \| | T:titular, S:surt, E:entra, ES:entra i surt, PJ:partits jugats, GM:gols marcats, GE:gols encaixats, TG:targetes grogues, TV:targetes vermelles \| groga \| groga + groga \| groga + vermella \| vermella \| sanció \| lesió \| baixa \| | T:titular, S:surt, E:entra, ES:entra i surt, PJ:partits jugats, GM:gols marcats, GE:gols encaixats, TG:targetes grogues, TV:targetes vermelles \| groga \| groga + groga \| groga + vermella \| vermella \| sanció \| lesió \| baixa \| | T:titular, S:surt, E:entra, ES:entra i surt, PJ:partits jugats, GM:gols marcats, GE:gols encaixats, TG:targetes grogues, TV:targetes vermelles \| groga \| groga + groga \| groga + vermella \| vermella \| sanció \| lesió \| baixa \| | T:titular, S:surt, E:entra, ES:entra i surt, PJ:partits jugats, GM:gols marcats, GE:gols encaixats, TG:targetes grogues, TV:targetes vermelles \| groga \| groga + groga \| groga + vermella \| vermella \| sanció \| lesió \| baixa \| | T:titular, S:surt, E:entra, ES:entra i surt, PJ:partits jugats, GM:gols marcats, GE:gols encaixats, TG:targetes grogues, TV:targetes vermelles \| groga \| groga + groga \| groga + vermella \| vermella \| sanció \| lesió \| baixa \| | T:titular, S:surt, E:entra, ES:entra i surt, PJ:partits jugats, GM:gols marcats, GE:gols encaixats, TG:targetes grogues, TV:targetes vermelles \| groga \| groga + groga \| groga + vermella \| vermella \| sanció \| lesió \| baixa \| | T:titular, S:surt, E:entra, ES:entra i surt, PJ:partits jugats, GM:gols marcats, GE:gols encaixats, TG:targetes grogues, TV:targetes vermelles \| groga \| groga + groga \| groga + vermella \| vermella \| sanció \| lesió \| baixa \| | T:titular, S:surt, E:entra, ES:entra i surt, PJ:partits jugats, GM:gols marcats, GE:gols encaixats, TG:targetes grogues, TV:targetes vermelles \| groga \| groga + groga \| groga + vermella \| vermella \| sanció \| lesió \| baixa \| | T:titular, S:surt, E:entra, ES:entra i surt, PJ:partits jugats, GM:gols marcats, GE:gols encaixats, TG:targetes grogues, TV:targetes vermelles \| groga \| groga + groga \| groga + vermella \| vermella \| sanció \| lesió \| baixa \| | T:titular, S:surt, E:entra, ES:entra i surt, PJ:partits jugats, GM:gols marcats, GE:gols encaixats, TG:targetes grogues, TV:targetes vermelles \| groga \| groga + groga \| groga + vermella \| vermella \| sanció \| lesió \| baixa \| | T:titular, S:surt, E:entra, ES:entra i surt, PJ:partits jugats, GM:gols marcats, GE:gols encaixats, TG:targetes grogues, TV:targetes vermelles \| groga \| groga + groga \| groga + vermella \| vermella \| sanció \| lesió \| baixa \| | T:titular, S:surt, E:entra, ES:entra i surt, PJ:partits jugats, GM:gols marcats, GE:gols encaixats, TG:targetes grogues, TV:targetes vermelles \| groga \| groga + groga \| groga + vermella \| vermella \| sanció \| lesió \| baixa \| | T:titular, S:surt, E:entra, ES:entra i surt, PJ:partits jugats, GM:gols marcats, GE:gols encaixats, TG:targetes grogues, TV:targetes vermelles \| groga \| groga + groga \| groga + vermella \| vermella \| sanció \| lesió \| baixa \| | T:titular, S:surt, E:entra, ES:entra i surt, PJ:partits jugats, GM:gols marcats, GE:gols encaixats, TG:targetes grogues, TV:targetes vermelles \| groga \| groga + groga \| groga + vermella \| vermella \| sanció \| lesió \| baixa \| | T:titular, S:surt, E:entra, ES:entra i surt, PJ:partits jugats, GM:gols marcats, GE:gols encaixats, TG:targetes grogues, TV:targetes vermelles \| groga \| groga + groga \| groga + vermella \| vermella \| sanció \| lesió \| baixa \| | T:titular, S:surt, E:entra, ES:entra i surt, PJ:partits jugats, GM:gols marcats, GE:gols encaixats, TG:targetes grogues, TV:targetes vermelles \| groga \| groga + groga \| groga + vermella \| vermella \| sanció \| lesió \| baixa \| | T:titular, S:surt, E:entra, ES:entra i surt, PJ:partits jugats, GM:gols marcats, GE:gols encaixats, TG:targetes grogues, TV:targetes vermelles \| groga \| groga + groga \| groga + vermella \| vermella \| sanció \| lesió \| baixa \| | T:titular, S:surt, E:entra, ES:entra i surt, PJ:partits jugats, GM:gols marcats, GE:gols encaixats, TG:targetes grogues, TV:targetes vermelles \| groga \| groga + groga \| groga + vermella \| vermella \| sanció \| lesió \| baixa \| | T:titular, S:surt, E:entra, ES:entra i surt, PJ:partits jugats, GM:gols marcats, GE:gols encaixats, TG:targetes grogues, TV:targetes vermelles \| groga \| groga + groga \| groga + vermella \| vermella \| sanció \| lesió \| baixa \| | T:titular, S:surt, E:entra, ES:entra i surt, PJ:partits jugats, GM:gols marcats, GE:gols encaixats, TG:targetes grogues, TV:targetes vermelles \| groga \| groga + groga \| groga + vermella \| vermella \| sanció \| lesió \| baixa \| | T:titular, S:surt, E:entra, ES:entra i surt, PJ:partits jugats, GM:gols marcats, GE:gols encaixats, TG:targetes grogues, TV:targetes vermelles \| groga \| groga + groga \| groga + vermella \| vermella \| sanció \| lesió \| baixa \| | T:titular, S:surt, E:entra, ES:entra i surt, PJ:partits jugats, GM:gols marcats, GE:gols encaixats, TG:targetes grogues, TV:targetes vermelles \| groga \| groga + groga \| groga + vermella \| vermella \| sanció \| lesió \| baixa \| | T:titular, S:surt, E:entra, ES:entra i surt, PJ:partits jugats, GM:gols marcats, GE:gols encaixats, TG:targetes grogues, TV:targetes vermelles \| groga \| groga + groga \| groga + vermella \| vermella \| sanció \| lesió \| baixa \| | En pròpia porta | En pròpia porta |    |    |     |    |
| T:titular, S:surt, E:entra, ES:entra i surt, PJ:partits jugats, GM:gols marcats, GE:gols encaixats, TG:targetes grogues, TV:targetes vermelles \| groga \| groga + groga \| groga + vermella \| vermella \| sanció \| lesió \| baixa \| | T:titular, S:surt, E:entra, ES:entra i surt, PJ:partits jugats, GM:gols marcats, GE:gols encaixats, TG:targetes grogues, TV:targetes vermelles \| groga \| groga + groga \| groga + vermella \| vermella \| sanció \| lesió \| baixa \| | T:titular, S:surt, E:entra, ES:entra i surt, PJ:partits jugats, GM:gols marcats, GE:gols encaixats, TG:targetes grogues, TV:targetes vermelles \| groga \| groga + groga \| groga + vermella \| vermella \| sanció \| lesió \| baixa \| | T:titular, S:surt, E:entra, ES:entra i surt, PJ:partits jugats, GM:gols marcats, GE:gols encaixats, TG:targetes grogues, TV:targetes vermelles \| groga \| groga + groga \| groga + vermella \| vermella \| sanció \| lesió \| baixa \| | T:titular, S:surt, E:entra, ES:entra i surt, PJ:partits jugats, GM:gols marcats, GE:gols encaixats, TG:targetes grogues, TV:targetes vermelles \| groga \| groga + groga \| groga + vermella \| vermella \| sanció \| lesió \| baixa \| | T:titular, S:surt, E:entra, ES:entra i surt, PJ:partits jugats, GM:gols marcats, GE:gols encaixats, TG:targetes grogues, TV:targetes vermelles \| groga \| groga + groga \| groga + vermella \| vermella \| sanció \| lesió \| baixa \| | T:titular, S:surt, E:entra, ES:entra i surt, PJ:partits jugats, GM:gols marcats, GE:gols encaixats, TG:targetes grogues, TV:targetes vermelles \| groga \| groga + groga \| groga + vermella \| vermella \| sanció \| lesió \| baixa \| | T:titular, S:surt, E:entra, ES:entra i surt, PJ:partits jugats, GM:gols marcats, GE:gols encaixats, TG:targetes grogues, TV:targetes vermelles \| groga \| groga + groga \| groga + vermella \| vermella \| sanció \| lesió \| baixa \| | T:titular, S:surt, E:entra, ES:entra i surt, PJ:partits jugats, GM:gols marcats, GE:gols encaixats, TG:targetes grogues, TV:targetes vermelles \| groga \| groga + groga \| groga + vermella \| vermella \| sanció \| lesió \| baixa \| | T:titular, S:surt, E:entra, ES:entra i surt, PJ:partits jugats, GM:gols marcats, GE:gols encaixats, TG:targetes grogues, TV:targetes vermelles \| groga \| groga + groga \| groga + vermella \| vermella \| sanció \| lesió \| baixa \| | T:titular, S:surt, E:entra, ES:entra i surt, PJ:partits jugats, GM:gols marcats, GE:gols encaixats, TG:targetes grogues, TV:targetes vermelles \| groga \| groga + groga \| groga + vermella \| vermella \| sanció \| lesió \| baixa \| | T:titular, S:surt, E:entra, ES:entra i surt, PJ:partits jugats, GM:gols marcats, GE:gols encaixats, TG:targetes grogues, TV:targetes vermelles \| groga \| groga + groga \| groga + vermella \| vermella \| sanció \| lesió \| baixa \| | T:titular, S:surt, E:entra, ES:entra i surt, PJ:partits jugats, GM:gols marcats, GE:gols encaixats, TG:targetes grogues, TV:targetes vermelles \| groga \| groga + groga \| groga + vermella \| vermella \| sanció \| lesió \| baixa \| | T:titular, S:surt, E:entra, ES:entra i surt, PJ:partits jugats, GM:gols marcats, GE:gols encaixats, TG:targetes grogues, TV:targetes vermelles \| groga \| groga + groga \| groga + vermella \| vermella \| sanció \| lesió \| baixa \| | T:titular, S:surt, E:entra, ES:entra i surt, PJ:partits jugats, GM:gols marcats, GE:gols encaixats, TG:targetes grogues, TV:targetes vermelles \| groga \| groga + groga \| groga + vermella \| vermella \| sanció \| lesió \| baixa \| | T:titular, S:surt, E:entra, ES:entra i surt, PJ:partits jugats, GM:gols marcats, GE:gols encaixats, TG:targetes grogues, TV:targetes vermelles \| groga \| groga + groga \| groga + vermella \| vermella \| sanció \| lesió \| baixa \| | T:titular, S:surt, E:entra, ES:entra i surt, PJ:partits jugats, GM:gols marcats, GE:gols encaixats, TG:targetes grogues, TV:targetes vermelles \| groga \| groga + groga \| groga + vermella \| vermella \| sanció \| lesió \| baixa \| | T:titular, S:surt, E:entra, ES:entra i surt, PJ:partits jugats, GM:gols marcats, GE:gols encaixats, TG:targetes grogues, TV:targetes vermelles \| groga \| groga + groga \| groga + vermella \| vermella \| sanció \| lesió \| baixa \| | T:titular, S:surt, E:entra, ES:entra i surt, PJ:partits jugats, GM:gols marcats, GE:gols encaixats, TG:targetes grogues, TV:targetes vermelles \| groga \| groga + groga \| groga + vermella \| vermella \| sanció \| lesió \| baixa \| | T:titular, S:surt, E:entra, ES:entra i surt, PJ:partits jugats, GM:gols marcats, GE:gols encaixats, TG:targetes grogues, TV:targetes vermelles \| groga \| groga + groga \| groga + vermella \| vermella \| sanció \| lesió \| baixa \| | T:titular, S:surt, E:entra, ES:entra i surt, PJ:partits jugats, GM:gols marcats, GE:gols encaixats, TG:targetes grogues, TV:targetes vermelles \| groga \| groga + groga \| groga + vermella \| vermella \| sanció \| lesió \| baixa \| | T:titular, S:surt, E:entra, ES:entra i surt, PJ:partits jugats, GM:gols marcats, GE:gols encaixats, TG:targetes grogues, TV:targetes vermelles \| groga \| groga + groga \| groga + vermella \| vermella \| sanció \| lesió \| baixa \| | T:titular, S:surt, E:entra, ES:entra i surt, PJ:partits jugats, GM:gols marcats, GE:gols encaixats, TG:targetes grogues, TV:targetes vermelles \| groga \| groga + groga \| groga + vermella \| vermella \| sanció \| lesió \| baixa \| | T:titular, S:surt, E:entra, ES:entra i surt, PJ:partits jugats, GM:gols marcats, GE:gols encaixats, TG:targetes grogues, TV:targetes vermelles \| groga \| groga + groga \| groga + vermella \| vermella \| sanció \| lesió \| baixa \| | T:titular, S:surt, E:entra, ES:entra i surt, PJ:partits jugats, GM:gols marcats, GE:gols encaixats, TG:targetes grogues, TV:targetes vermelles \| groga \| groga + groga \| groga + vermella \| vermella \| sanció \| lesió \| baixa \| | T:titular, S:surt, E:entra, ES:entra i surt, PJ:partits jugats, GM:gols marcats, GE:gols encaixats, TG:targetes grogues, TV:targetes vermelles \| groga \| groga + groga \| groga + vermella \| vermella \| sanció \| lesió \| baixa \| | T:titular, S:surt, E:entra, ES:entra i surt, PJ:partits jugats, GM:gols marcats, GE:gols encaixats, TG:targetes grogues, TV:targetes vermelles \| groga \| groga + groga \| groga + vermella \| vermella \| sanció \| lesió \| baixa \| | T:titular, S:surt, E:entra, ES:entra i surt, PJ:partits jugats, GM:gols marcats, GE:gols encaixats, TG:targetes grogues, TV:targetes vermelles \| groga \| groga + groga \| groga + vermella \| vermella \| sanció \| lesió \| baixa \| | T:titular, S:surt, E:entra, ES:entra i surt, PJ:partits jugats, GM:gols marcats, GE:gols encaixats, TG:targetes grogues, TV:targetes vermelles \| groga \| groga + groga \| groga + vermella \| vermella \| sanció \| lesió \| baixa \| | T:titular, S:surt, E:entra, ES:entra i surt, PJ:partits jugats, GM:gols marcats, GE:gols encaixats, TG:targetes grogues, TV:targetes vermelles \| groga \| groga + groga \| groga + vermella \| vermella \| sanció \| lesió \| baixa \| | T:titular, S:surt, E:entra, ES:entra i surt, PJ:partits jugats, GM:gols marcats, GE:gols encaixats, TG:targetes grogues, TV:targetes vermelles \| groga \| groga + groga \| groga + vermella \| vermella \| sanció \| lesió \| baixa \| | T:titular, S:surt, E:entra, ES:entra i surt, PJ:partits jugats, GM:gols marcats, GE:gols encaixats, TG:targetes grogues, TV:targetes vermelles \| groga \| groga + groga \| groga + vermella \| vermella \| sanció \| lesió \| baixa \| | T:titular, S:surt, E:entra, ES:entra i surt, PJ:partits jugats, GM:gols marcats, GE:gols encaixats, TG:targetes grogues, TV:targetes vermelles \| groga \| groga + groga \| groga + vermella \| vermella \| sanció \| lesió \| baixa \| | T:titular, S:surt, E:entra, ES:entra i surt, PJ:partits jugats, GM:gols marcats, GE:gols encaixats, TG:targetes grogues, TV:targetes vermelles \| groga \| groga + groga \| groga + vermella \| vermella \| sanció \| lesió \| baixa \| | T:titular, S:surt, E:entra, ES:entra i surt, PJ:partits jugats, GM:gols marcats, GE:gols encaixats, TG:targetes grogues, TV:targetes vermelles \| groga \| groga + groga \| groga + vermella \| vermella \| sanció \| lesió \| baixa \| | T:titular, S:surt, E:entra, ES:entra i surt, PJ:partits jugats, GM:gols marcats, GE:gols encaixats, TG:targetes grogues, TV:targetes vermelles \| groga \| groga + groga \| groga + vermella \| vermella \| sanció \| lesió \| baixa \| | T:titular, S:surt, E:entra, ES:entra i surt, PJ:partits jugats, GM:gols marcats, GE:gols encaixats, TG:targetes grogues, TV:targetes vermelles \| groga \| groga + groga \| groga + vermella \| vermella \| sanció \| lesió \| baixa \| | T:titular, S:surt, E:entra, ES:entra i surt, PJ:partits jugats, GM:gols marcats, GE:gols encaixats, TG:targetes grogues, TV:targetes vermelles \| groga \| groga + groga \| groga + vermella \| vermella \| sanció \| lesió \| baixa \| | T:titular, S:surt, E:entra, ES:entra i surt, PJ:partits jugats, GM:gols marcats, GE:gols encaixats, TG:targetes grogues, TV:targetes vermelles \| groga \| groga + groga \| groga + vermella \| vermella \| sanció \| lesió \| baixa \| | Per sanció      |                 |    |    |     |    |
| T:titular, S:surt, E:entra, ES:entra i surt, PJ:partits jugats, GM:gols marcats, GE:gols encaixats, TG:targetes grogues, TV:targetes vermelles \| groga \| groga + groga \| groga + vermella \| vermella \| sanció \| lesió \| baixa \| | T:titular, S:surt, E:entra, ES:entra i surt, PJ:partits jugats, GM:gols marcats, GE:gols encaixats, TG:targetes grogues, TV:targetes vermelles \| groga \| groga + groga \| groga + vermella \| vermella \| sanció \| lesió \| baixa \| | T:titular, S:surt, E:entra, ES:entra i surt, PJ:partits jugats, GM:gols marcats, GE:gols encaixats, TG:targetes grogues, TV:targetes vermelles \| groga \| groga + groga \| groga + vermella \| vermella \| sanció \| lesió \| baixa \| | T:titular, S:surt, E:entra, ES:entra i surt, PJ:partits jugats, GM:gols marcats, GE:gols encaixats, TG:targetes grogues, TV:targetes vermelles \| groga \| groga + groga \| groga + vermella \| vermella \| sanció \| lesió \| baixa \| | T:titular, S:surt, E:entra, ES:entra i surt, PJ:partits jugats, GM:gols marcats, GE:gols encaixats, TG:targetes grogues, TV:targetes vermelles \| groga \| groga + groga \| groga + vermella \| vermella \| sanció \| lesió \| baixa \| | T:titular, S:surt, E:entra, ES:entra i surt, PJ:partits jugats, GM:gols marcats, GE:gols encaixats, TG:targetes grogues, TV:targetes vermelles \| groga \| groga + groga \| groga + vermella \| vermella \| sanció \| lesió \| baixa \| | T:titular, S:surt, E:entra, ES:entra i surt, PJ:partits jugats, GM:gols marcats, GE:gols encaixats, TG:targetes grogues, TV:targetes vermelles \| groga \| groga + groga \| groga + vermella \| vermella \| sanció \| lesió \| baixa \| | T:titular, S:surt, E:entra, ES:entra i surt, PJ:partits jugats, GM:gols marcats, GE:gols encaixats, TG:targetes grogues, TV:targetes vermelles \| groga \| groga + groga \| groga + vermella \| vermella \| sanció \| lesió \| baixa \| | T:titular, S:surt, E:entra, ES:entra i surt, PJ:partits jugats, GM:gols marcats, GE:gols encaixats, TG:targetes grogues, TV:targetes vermelles \| groga \| groga + groga \| groga + vermella \| vermella \| sanció \| lesió \| baixa \| | T:titular, S:surt, E:entra, ES:entra i surt, PJ:partits jugats, GM:gols marcats, GE:gols encaixats, TG:targetes grogues, TV:targetes vermelles \| groga \| groga + groga \| groga + vermella \| vermella \| sanció \| lesió \| baixa \| | T:titular, S:surt, E:entra, ES:entra i surt, PJ:partits jugats, GM:gols marcats, GE:gols encaixats, TG:targetes grogues, TV:targetes vermelles \| groga \| groga + groga \| groga + vermella \| vermella \| sanció \| lesió \| baixa \| | T:titular, S:surt, E:entra, ES:entra i surt, PJ:partits jugats, GM:gols marcats, GE:gols encaixats, TG:targetes grogues, TV:targetes vermelles \| groga \| groga + groga \| groga + vermella \| vermella \| sanció \| lesió \| baixa \| | T:titular, S:surt, E:entra, ES:entra i surt, PJ:partits jugats, GM:gols marcats, GE:gols encaixats, TG:targetes grogues, TV:targetes vermelles \| groga \| groga + groga \| groga + vermella \| vermella \| sanció \| lesió \| baixa \| | T:titular, S:surt, E:entra, ES:entra i surt, PJ:partits jugats, GM:gols marcats, GE:gols encaixats, TG:targetes grogues, TV:targetes vermelles \| groga \| groga + groga \| groga + vermella \| vermella \| sanció \| lesió \| baixa \| | T:titular, S:surt, E:entra, ES:entra i surt, PJ:partits jugats, GM:gols marcats, GE:gols encaixats, TG:targetes grogues, TV:targetes vermelles \| groga \| groga + groga \| groga + vermella \| vermella \| sanció \| lesió \| baixa \| | T:titular, S:surt, E:entra, ES:entra i surt, PJ:partits jugats, GM:gols marcats, GE:gols encaixats, TG:targetes grogues, TV:targetes vermelles \| groga \| groga + groga \| groga + vermella \| vermella \| sanció \| lesió \| baixa \| | T:titular, S:surt, E:entra, ES:entra i surt, PJ:partits jugats, GM:gols marcats, GE:gols encaixats, TG:targetes grogues, TV:targetes vermelles \| groga \| groga + groga \| groga + vermella \| vermella \| sanció \| lesió \| baixa \| | T:titular, S:surt, E:entra, ES:entra i surt, PJ:partits jugats, GM:gols marcats, GE:gols encaixats, TG:targetes grogues, TV:targetes vermelles \| groga \| groga + groga \| groga + vermella \| vermella \| sanció \| lesió \| baixa \| | T:titular, S:surt, E:entra, ES:entra i surt, PJ:partits jugats, GM:gols marcats, GE:gols encaixats, TG:targetes grogues, TV:targetes vermelles \| groga \| groga + groga \| groga + vermella \| vermella \| sanció \| lesió \| baixa \| | T:titular, S:surt, E:entra, ES:entra i surt, PJ:partits jugats, GM:gols marcats, GE:gols encaixats, TG:targetes grogues, TV:targetes vermelles \| groga \| groga + groga \| groga + vermella \| vermella \| sanció \| lesió \| baixa \| | T:titular, S:surt, E:entra, ES:entra i surt, PJ:partits jugats, GM:gols marcats, GE:gols encaixats, TG:targetes grogues, TV:targetes vermelles \| groga \| groga + groga \| groga + vermella \| vermella \| sanció \| lesió \| baixa \| | T:titular, S:surt, E:entra, ES:entra i surt, PJ:partits jugats, GM:gols marcats, GE:gols encaixats, TG:targetes grogues, TV:targetes vermelles \| groga \| groga + groga \| groga + vermella \| vermella \| sanció \| lesió \| baixa \| | T:titular, S:surt, E:entra, ES:entra i surt, PJ:partits jugats, GM:gols marcats, GE:gols encaixats, TG:targetes grogues, TV:targetes vermelles \| groga \| groga + groga \| groga + vermella \| vermella \| sanció \| lesió \| baixa \| | T:titular, S:surt, E:entra, ES:entra i surt, PJ:partits jugats, GM:gols marcats, GE:gols encaixats, TG:targetes grogues, TV:targetes vermelles \| groga \| groga + groga \| groga + vermella \| vermella \| sanció \| lesió \| baixa \| | T:titular, S:surt, E:entra, ES:entra i surt, PJ:partits jugats, GM:gols marcats, GE:gols encaixats, TG:targetes grogues, TV:targetes vermelles \| groga \| groga + groga \| groga + vermella \| vermella \| sanció \| lesió \| baixa \| | T:titular, S:surt, E:entra, ES:entra i surt, PJ:partits jugats, GM:gols marcats, GE:gols encaixats, TG:targetes grogues, TV:targetes vermelles \| groga \| groga + groga \| groga + vermella \| vermella \| sanció \| lesió \| baixa \| | T:titular, S:surt, E:entra, ES:entra i surt, PJ:partits jugats, GM:gols marcats, GE:gols encaixats, TG:targetes grogues, TV:targetes vermelles \| groga \| groga + groga \| groga + vermella \| vermella \| sanció \| lesió \| baixa \| | T:titular, S:surt, E:entra, ES:entra i surt, PJ:partits jugats, GM:gols marcats, GE:gols encaixats, TG:targetes grogues, TV:targetes vermelles \| groga \| groga + groga \| groga + vermella \| vermella \| sanció \| lesió \| baixa \| | T:titular, S:surt, E:entra, ES:entra i surt, PJ:partits jugats, GM:gols marcats, GE:gols encaixats, TG:targetes grogues, TV:targetes vermelles \| groga \| groga + groga \| groga + vermella \| vermella \| sanció \| lesió \| baixa \| | T:titular, S:surt, E:entra, ES:entra i surt, PJ:partits jugats, GM:gols marcats, GE:gols encaixats, TG:targetes grogues, TV:targetes vermelles \| groga \| groga + groga \| groga + vermella \| vermella \| sanció \| lesió \| baixa \| | T:titular, S:surt, E:entra, ES:entra i surt, PJ:partits jugats, GM:gols marcats, GE:gols encaixats, TG:targetes grogues, TV:targetes vermelles \| groga \| groga + groga \| groga + vermella \| vermella \| sanció \| lesió \| baixa \| | T:titular, S:surt, E:entra, ES:entra i surt, PJ:partits jugats, GM:gols marcats, GE:gols encaixats, TG:targetes grogues, TV:targetes vermelles \| groga \| groga + groga \| groga + vermella \| vermella \| sanció \| lesió \| baixa \| | T:titular, S:surt, E:entra, ES:entra i surt, PJ:partits jugats, GM:gols marcats, GE:gols encaixats, TG:targetes grogues, TV:targetes vermelles \| groga \| groga + groga \| groga + vermella \| vermella \| sanció \| lesió \| baixa \| | T:titular, S:surt, E:entra, ES:entra i surt, PJ:partits jugats, GM:gols marcats, GE:gols encaixats, TG:targetes grogues, TV:targetes vermelles \| groga \| groga + groga \| groga + vermella \| vermella \| sanció \| lesió \| baixa \| | T:titular, S:surt, E:entra, ES:entra i surt, PJ:partits jugats, GM:gols marcats, GE:gols encaixats, TG:targetes grogues, TV:targetes vermelles \| groga \| groga + groga \| groga + vermella \| vermella \| sanció \| lesió \| baixa \| | T:titular, S:surt, E:entra, ES:entra i surt, PJ:partits jugats, GM:gols marcats, GE:gols encaixats, TG:targetes grogues, TV:targetes vermelles \| groga \| groga + groga \| groga + vermella \| vermella \| sanció \| lesió \| baixa \| | T:titular, S:surt, E:entra, ES:entra i surt, PJ:partits jugats, GM:gols marcats, GE:gols encaixats, TG:targetes grogues, TV:targetes vermelles \| groga \| groga + groga \| groga + vermella \| vermella \| sanció \| lesió \| baixa \| | T:titular, S:surt, E:entra, ES:entra i surt, PJ:partits jugats, GM:gols marcats, GE:gols encaixats, TG:targetes grogues, TV:targetes vermelles \| groga \| groga + groga \| groga + vermella \| vermella \| sanció \| lesió \| baixa \| | T:titular, S:surt, E:entra, ES:entra i surt, PJ:partits jugats, GM:gols marcats, GE:gols encaixats, TG:targetes grogues, TV:targetes vermelles \| groga \| groga + groga \| groga + vermella \| vermella \| sanció \| lesió \| baixa \| | Totals          | Totals          | 45 | 39 | 102 | 6  |
| groga | groga + groga | groga + vermella | vermella | sanció | lesió | baixa | | | | | | | | | | | | | | | | | | | | | | | | | | | | | | | | |                 |                 |    |    |     |    |

## Resultats i classificacions
| Copa Catalunya |

| 8 agost 2004   | EC Granollers | 1 – 2           | CE Sabadell FC | Granollers                                                  |  |
| 19:00 5a ronda | Dot 77' (p.p.) · Ochoa · Elies, Bellavista, Crivillé, Rubén Salvador · Navarro, Sergi González · Antolín, Delmàs, Ariza · Puigdesens | Mundo Deportivo | 30' Cañadas · 60' Marc Pérez Carulla · Peque, Dot, Cañadas, Marcos · Xavi Muñoz, Salmerón, Iván Hammouch · Marc Pérez, Emilio Guerra, Verde | Carrer Girona · 200 espectadors · Jorge Salvador Martínez · |  |

| Copa Federació |

| 30 setembre 2004                  | EC Granollers                                                                                         | 0 – 1           | CE Mataró | Granollers                                             |  |
| 20:00 Fase Autonòmica - Semifinal | Cristian Raño Bellavista, Edu Dot, Bruno, Rubén Salvador Fabià, Víctor, Delmàs, Gerard Quini, Paquito | Mundo Deportivo | 16' (p.) Juanma Cañadas · Marc Velasco, Lluís, Ballús, Vicente · Lucas Viale, Àlex Ortiz, Carlos, Juanma · Mancheño, Jonathan | Carrer Girona · 100 espectadors · Jordi Liarte Pérez · |  |

| 14 octubre 2004                   | CE Mataró | 4 – 0           | EC Granollers | Mataró                                          |  |
| 20:30 Fase Autonòmica - Semifinal | Juanma 12' 75' 79' · Àngel 49' Cañadas · Lluís, Vicente, Àlex Ortiz, Ballús · Jordi Rodríguez, Jonathan, Carlos, Juanma · Àngel, Sauras | Mundo Deportivo | Cristian Raño Bruno, Navarro, Bellavista, Rubén Salvador Fabià, Víctor, Sergi González, Folguera Esteban, Paquito | Passeig Carles Pedrós · Abraham Martínez Sáez · |  |

| Amistosos |

| 31 juliol 2004 | EC Granollers | 1 – 1           | Club Bellavista Milan                                                                                                | Granollers                         |  |
| 20:30          | Elies 85' (p.) Cristian Raño · Bellavista, Gerard, Xevi Ochoa, Folguera · Víctor, Joan · Fabià, Esteban, Pascual · Carlos | Mundo Deportivo | 09' (p.) Parralo José Manuel · Navarro, Mario, Miguel, Jordan · Oliver, Pujol, Manzano, Sergio · Parralo, Cristian I | Carrer Girona · Eugenio Martínez · |  |

| 1 agost 2004 | CF La Torreta                                                                                                | 2 – 6           | EC Granollers | La Torreta, La Roca del Vallès |  |
| 19:00        | Iván 21' · Carlos 85' · González · Díez, Marco, Perea, Cangali · Sánchez, Pérez, Carlos · Flores, Gueto, Pou | Mundo Deportivo | 23' Navarro · 25' (p.) 39' Delmàs · 47' 75' José · 53' Puigdesens Ochoa · Elies, Navarro, Crivillé, Rubén Salvador · Sergi González, Delmàs · Antolín, Puigdesens, Ariza · Zeus | Municipal · Jordi Camats ·     |  |

| 14 agost 2004 | AE Prat | 1 – 1           | EC Granollers | El Prat de Llobregat             |  |
| 19:00         | Benja 42' Costa · Moreno, Iván, Álex Pérez, Xavi Valls · Dani Navarro, Robert, Benja · Guim, Moisés, Jordi Valls | Mundo Deportivo | 79' Antolín Cristian Raño · Elies, Bellavista, Crivillé, Rubén Salvador · Navarro, Víctor · Fabià, Carlos, Folguera · José | Sagnier · Sergio Santos Pastor · |  |

| 19 agost 2004 | CE Sant Celoni                                                                                              | 1 – 4           | EC Granollers | Sant Celoni                     |  |
| 20:30         | Nito 70' · Marc · Abellán, Alabau, Darío, Sorroche · Oriol Vila, Cristo · Miki, Sese, Carlos · Carlos López | Mundo Deportivo | 11' Navarro · 31' Antolín · 48' Crivillé · 55' Delmàs Ochoa · Elies, Bellavista, Crivillé, Rubén Salvador · Navarro, Sergi González · Fabià, Delmàs, Ariza · Antolín | Municipal · Anselmo Pertagado · |  |

| 21 agost 2004 | UE Cerdanyola de Mataró                                                                             | 0 – 1           | EC Granollers | Cerdanyola, Mataró                   |  |
| 19:30         | Salva Camprubí, Cabra, Carles, Molinero David Jiménez, Teruel, Óscar Gavilán, Javi Román, Barbancho | Mundo Deportivo | 86' Paquito Cristian Raño · Bellavista, Gerard, Navarro, Gely · Sergi González, Víctor · José, Esteban, Folguera · Carlos | Camí del Mig · José Asensio Tejero · |  |

| 24 agost 2004 | EC Granollers | 2 – 1           | RCD Espanyol B | Granollers                                |  |
| 21:00         | Navarro 03' 40' Ochoa · Elies, Gely, Crivillé, Rubén Salvador · Navarro, Sergi González · Antolín, Delmàs, Fabià · Esteban | Mundo Deportivo | 13' Pablo Rey Miki Queralt · Toni Lao, De la Bella, Sito, Marc Torrejón · Marc Pedraza, Maureta, Iray · Francolí, Joan Tomàs, Pablo Rey | Carrer Girona · Diego de la Torre Acedo · |  |

| Tercera Divisió |

| 5 setembre 2004 | CF Balaguer | 4 – 1                 | EC Granollers | Balaguer                                            |  |
| 18:00 Jornada 2 | Parra 16' 82' · Sisco 80' 85' Eloi · Grau, Tenorio, Isma, Gomila · Jony, Gallardo, Menchón, Campabadal · Parra, Sisco | Mundo Deportivo Segre | 30' Esteban · Ochoa · Elies, Edu Dot, Crivillé, Rubén Salvador · Gely, Delmàs · Fabià, Sergi González, Ariza · Esteban | Municipal · 800 espectadors · Òscar Bergadà Braña · |  |

| 12 setembre 2004 | EC Granollers                                                                             | 0 – 1           | FC Santboià                                                                                         | Granollers                              |  |
| 12:00 Jornada 3  | Ochoa Elies, Edu Dot, Crivillé, Rubén Salvador Gely, Delmàs Antolín, Esteban, Fabià Quini | Mundo Deportivo | 84' Soler Moreno · Ruiz, Rubén, Jacobo, Iñaki · Marc Bové, Cullà, Vicente · Juanito, Marcos, Charly | Carrer Girona · Carlos Sánchez Barbas · |  |

| 19 setembre 2004 | CF Peralada                                                         | 0 – 1           | EC Granollers                                                                                                   | Peralada                                                       |  |
| 17:00 Jornada 4  | Iván José, Salas, Armengol, Abel Toti, Álex, Arnau Cano, Uri, Diego | Mundo Deportivo | 33' Delmàs Ochoa · Elies, Bellavista, Crivillé, Rubén Salvador · Gely, Edu Dot · Antolín, Delmàs, Ariza · Quini | Municipal · 400 espectadors · Pedro María Carrasco Rodríguez · |  |

| 22 setembre 2004                                  | EC Granollers                                                                              | 0 – 1           | Palamós CF | Granollers                                                |  |
| 20:30 Ajornat per pluja (29 agost 2004) Jornada 1 | Ochoa Elies, Edu Dot, Crivillé, Rubén Salvador Antolín, Gely, Delmàs, Ariza Quini, Esteban | Mundo Deportivo | 34' Rubén Soler Bayona · Evarist, Toni Lima, Gallardo, Rubén Ortiz · Déu, Leslie, Rubén Soler · Santi Celaya, Moisés, Javi Prado | Carrer Girona · 500 espectadors · Celso Capdequí Blanch · |  |

| 26 setembre 2004 | EC Granollers | 3 – 2           | CF Reus Deportiu | Granollers                                |  |
| 12:00 Jornada 5  | Gely 19' · Antolín 36' · Ariza 52' Ochoa · Elies, Edu Dot, Crivillé, Rubén Salvador · Gely, Sergi González · Antolín, Esteban, Ariza · Quini | Mundo Deportivo | 73' Santi Acedo · 86' (p.) Sangrà · Páramos · Egurbide, Sangrà, Ferran, Taranilla · Yangüela, Mendaza, Vichu · Masqué, Santi Acedo, Chorro | Carrer Girona · José Fernández Martínez · |  |

| 3 octubre 2004  | UE Sant Andreu                                                                                                  | 1 – 0           | EC Granollers                                                                                    | Sant Andreu de Palomar, Barcelona   |  |
| 12:00 Jornada 6 | Villanueva 68' Santos · Sergio, Banal, Boadas, Ortega · Pep, Manel, Céspedes · Raúl, Villanueva, Santi Triguero | Mundo Deportivo | Ochoa Elies, Edu Dot, Crivillé, Rubén Salvador Gely, Sergi González Antolín, Delmàs, Ariza Quini | Narcís Sala · Ernesto Gómez Hoyas · |  |

| 10 octubre 2004 | EC Granollers | 1 – 0           | CF Gavà                                                                                                 | Granollers                                |  |
| 12:00 Jornada 7 | Delmàs 78' Ochoa · Elies, Bellavista, Crivillé, Rubén Salvador · Gely, Sergi González · Fabià, Delmàs, Ariza · Quini | Mundo Deportivo | Marcos Ribalta, Coromina, Quique, Quim Famada Alberto Manga, Óscar, Quino Gallart, David Pérez, Callicó | Carrer Girona · Juan Manuel Vico Moreno · |  |

| 17 octubre 2004 | UE Rubí                                                                                            | 1 – 0           | EC Granollers                                                                                    | Rubí                                  |  |
| 12:00 Jornada 8 | Alberto 36' Gandoy · Lobo, Manolo, Torres, Alberto · Rozas, Uri, Bayarri · Juanito, Montero, Cholo | Mundo Deportivo | Ochoa Elies, Edu Dot, Crivillé, Rubén Salvador Gely, Sergi González Esteban, Delmàs, Fabià Quini | Can Rosés · Jorge Salvador Martínez · |  |

| 24 octubre 2004 | EC Granollers | 2 – 1           | FC Barcelona C                                                                                    | Granollers                            |  |
| 12:00 Jornada 9 | Esteban 06' · Quini 45' Ochoa · Elies, Edu Dot, Crivillé, Rubén Salvador · Gely, Delmàs · Fabià, Esteban, Folguera · Quini | Mundo Deportivo | 76' Mendy · Mario · Llamas, Fede, Víctor, Martos · Aitor, Borrego, Jordi · Paco, Gilberto, Manolo | Carrer Girona · Bartomeu Jerez Riba · |  |

| 31 octubre 2004  | CE Manresa | 1 – 1                                   | EC Granollers | Manresa                                      |  |
| 17:30 Jornada 10 | Roger 14' Nogués · Isaac, Farrés, David Andreu, Olivares · Cano, Iván López, Roger · Edu Riu, Beltran, Sucías | Mundo Deportivo Regió 7 (1) Regió 7 (2) | 33' Bellavista Ochoa · Antolín, Bellavista, Crivillé, Rubén Salvador · Gely, Delmàs · Fabià, Esteban, Folguera · Quini | Nou Congost · Francisco Cardosa Montesinos · |  |

| 7 novembre 2004  | CE Mataró                                                                                           | 0 – 1           | EC Granollers | Mataró                                        |  |
| 17:00 Jornada 11 | Miguel Ángel José, Kiku Rimblas, Vicente, Ballús Jonathan, Lucas Viale, Sauras Óscar, Àngel, Juanma | Mundo Deportivo | 20' Esteban Ochoa · Antolín, Bellavista, Crivillé, Rubén Salvador · Gely, Delmàs · Fabià, Esteban, Folguera · Quini | Passeig Carles Pedrós · Raúl Calle Martínez · |  |

| 14 novembre 2004 | EC Granollers | 1 – 2                 | UE Tàrrega | Granollers                                                    |  |
| 12:00 Jornada 12 | Delmàs 84' · Ochoa · Antolín, Bellavista, Crivillé, Rubén Salvador · Gely, Delmàs · Fabià, Esteban, Folguera · Quini | Mundo Deportivo Segre | 24' Flamarique · 92' Carballo Nando · Barcos, Dani Aso, Usall, Tosas · Flamarique, Iván Torres, Peña · Jordi Prats, Romario, Fuentes | Carrer Girona · 200 espectadors · Gonzalo Aguilera Hernando · |  |

| 21 novembre 2004 | UE Cornellà                                                                                         | 1 – 0           | EC Granollers                                                                                   | Cornellà de Llobregat                       |  |
| 17:00 Jornada 13 | Pradas 48' Carlos · Lolo, Gómez, Manzano, Cañete · Raúl Vates, Arjona, Toñín · Pradas, Luismi, Raúl | Mundo Deportivo | Ochoa Antolín, Bellavista, Crivillé, Rubén Salvador Gely, Delmàs Fabià, Esteban, Folguera Quini | Via Fèrria · David Jorge Conejo Rodríguez · |  |

| 28 novembre 2004 | EC Granollers | 1 – 0           | CF Vilanova                                                                                       | Granollers                            |  |
| 12:00 Jornada 14 | Paquito 56' Ochoa · Bellavista, Gely, Crivillé, Rubén Salvador · Sergi González, Delmàs · Fabià, Paquito, Folguera · Quini | Mundo Deportivo | Manel Víctor Durán, Gimeno, Valldosera, Alfonso Boira, Rafa Márquez, Yann Cristino, Sellarès, Rúa | Carrer Girona · Francesc Galán Baró · |  |

| 5 desembre 2004  | UE Vilassar de Mar | 1 – 2           | EC Granollers | Vilassar de Mar                      |  |
| 12:00 Jornada 15 | Pol 70' · Yeste · Gerard Rosés, Vergés, Abel Moreno, Álex Cruz · Pol, Xavi García, Dani Santos · Erice, Antonio, Colomé | Mundo Deportivo | 47' Quini · 82' Delmàs Ochoa · Bellavista, Gely, Crivillé, Rubén Salvador · Navarro, Delmàs · Fabià, Paquito, Folguera · Quini | Xevi Ramon · Manuel Medina Cabello · |  |

| 8 desembre 2004  | EC Granollers | 1 – 0           | FE Figueres                                                                                  | Granollers                            |  |
| 12:00 Jornada 16 | Crivillé 41' Ochoa · Gely, Edu Dot, Crivillé, Rubén Salvador · Sergi González, Delmàs · Fabià, Paquito, Folguera · Quini | Mundo Deportivo | Josep Sergio, Óscar, Vila, Santiago Alan Baró, Troyano, Arau Almendros, Xumetra, David Costa | Carrer Girona · Òscar Bergadà Braña · |  |

| 12 desembre 2004 | UE Castelldefels                                                                                                   | 1 – 1           | EC Granollers | Castelldefels                      |  |
| 12:00 Jornada 17 | Vílchez 56' Craviotto · Ion Álvarez, Rafa Bellés, Naranjo, Óscar · Dorca, Alberto, Garzón · Toni, Vílchez, Aldrich | Mundo Deportivo | 44' Rubén Salvador Ochoa · Gely, Edu Dot, Crivillé, Rubén Salvador · Navarro, Delmàs · Fabià, Paquito, Folguera · Quini | Els Canyars · Rafael Díaz Melero · |  |

| 19 desembre 2004 | EC Granollers                                                                                     | 0 – 3           | CE L'Hospitalet | Granollers                            |  |
| 12:00 Jornada 18 | Ochoa Bellavista, Edu Dot, Crivillé, Rubén Salvador Gely, Navarro Fabià, Delmàs, Folguera Paquito | Mundo Deportivo | 14' (p.) Uceda · 62' Paco Valera · 87' Raúl Eduardo · Navarro, Jaime, Uceda, Roger · Cobo, Ángel, Toni Mora · Carrillo, Paco Valera, Quique Cárcel | Carrer Girona · Jorge Pérez Fuentes · |  |

| 9 gener 2005     | CD Banyoles                                                                      | 0 – 2           | EC Granollers | Banyoles                                  |  |
| 17:00 Jornada 19 | Gerard Toni, Berga, Pitu, Pibernat Cortada, Plaja, Parés, Padilla Axel, Jonathan | Mundo Deportivo | 20' Azañón · 80' Esteban Ochoa · Elies, Edu Dot, Gely, Folguera · Navarro, Ariza · Fabià, Delmàs, Azañón · Esteban | L'Estany · José Emilio Sánchez Aparicio · |  |

| 16 gener 2005    | Palamós CF                                                                                                | 0 – 4           | EC Granollers | Palamós                              |  |
| 17:00 Jornada 20 | Bayona Fernando, Evarist, Gallardo, Rubén Ortiz Déu, Marc García, Rubén Soler Santi Celaya, Mario, Moisés | Mundo Deportivo | 12' Esteban · 54' Delmàs · 75' Ariza · 80' Sergi González Ochoa · Elies, Edu Dot, Crivillé, Folguera · Ariza, Navarro, Gely, Azañón · Esteban, Delmàs | Nou Municipal · Raúl García García · |  |

| 23 gener 2005    | EC Granollers                                                                                        | 1 – 1                 | CF Balaguer                                                                                             | Granollers                                                         |  |
| 12:00 Jornada 21 | Quini 48' Ochoa · Elies, Edu Dot, Crivillé, Folguera · Gely, Ariza · Fabià, Delmàs, Azañón · Esteban | Mundo Deportivo Segre | 29' Menchón Eloi · Bielo, Tenorio, Isma, Gomila · Ermengol, Gallardo, Menchón, Campabadal · Parra, Jony | Carrer Girona · 300 espectadors · Pedro María Carrasco Rodríguez · |  |

| 30 gener 2005    | FC Santboià                                                                                                  | 1 – 0           | EC Granollers                                                                            | Sant Boi de Llobregat                        |  |
| 12:00 Jornada 22 | Sergio 28' Moreno · Sabater, Rubén, Jacobo, Iñaki · Marc Bové, Cullà, Óscar Alquézar · Soler, Sergio, Charly | Mundo Deportivo | Ochoa Elies, Edu Dot, Gely, Folguera Navarro, Sergi González Ariza, Delmàs, Azañón Quini | Joan Baptista Milà · David Gracia Lafuente · |  |

| 6 febrer 2005    | EC Granollers | 3 – 3           | CF Peralada                                                                                                  | Granollers                                             |  |
| 12:00 Jornada 23 | Bellavista 13' 55' · Folguera 19' · Ochoa · Sergi González, Bellavista, Edu Dot, Folguera · Gely, Navarro · Fabià, Delmàs, Azañón · Esteban | Mundo Deportivo | 10' Armengol · 17' Arnau · 90' Toti Iván · José, Abel, Armengol, Álex · Toti, Diego, Arnau · Cano, Uri, Isma | Carrer Girona · 400 espectadors · Rafael Díaz Melero · |  |

| 13 febrer 2005   | CF Reus Deportiu                                                                                  | 0 – 1           | EC Granollers                                                                                           | Reus                                |  |
| 17:00 Jornada 24 | Páramos Egurbide, Sangrà, Claramunt, Fernández Adam, Yangüela, Álvaro Masqué, Chando, Santi Acedo | Mundo Deportivo | 40' Fabià Ochoa · Elies, Bellavista, Edu Dot, Folguera · Fabià, Navarro, Gely, Azañón · Esteban, Delmàs | Camp Nou · Manuel Montero Esteban · |  |

| 20 febrer 2005   | EC Granollers                                                                                                   | 1 – 1           | UE Sant Andreu | Granollers                            |  |
| 12:00 Jornada 25 | Bellavista 62' Ochoa · Elies, Bellavista, Edu Dot, Azañón · Gely, Sergi González · Ariza, Delmàs, Fabià · Quini | Mundo Deportivo | 09' Marcos Novo Alberto · Yélamos, Banal, Chino, Ortega · Céspedes, Miguel, Pau Clavero · Marcos Novo, Víctor Curto, Isi | Carrer Girona · Ernesto Gómez Hoyas · |  |

| 27 febrer 2005   | CF Gavà | 0 – 0           | EC Granollers                                                                     | Gavà                             |  |
| 12:00 Jornada 26 | Álvaro Pablo, Méndez, Quique, Sebastià Herrera Carrión, Coromina, Alberto Manga David Pérez, Quino, Gallart | Mundo Deportivo | Ochoa Elies, Bellavista, Edu Dot, Azañón Gely, Ariza Antolín, Delmàs, Fabià Quini | La Bòbila · Daniel Menor Pérez · |  |

| 6 març 2005      | EC Granollers                                                                                           | 1 – 0           | UE Rubí                                                                               | Granollers                            |  |
| 12:00 Jornada 27 | Quini 92' Ochoa · Elies, Bellavista, Edu Dot, Folguera · Gely, Delmàs · Antolín, Esteban, Fabià · Quini | Mundo Deportivo | Ramón Lobo, Manolo, Torres, Campuzano Rozas, Uri, Bayarri Juanito, Toni Corral, Cholo | Carrer Girona · Raúl Calle Martínez · |  |

| 12 març 2005     | FC Barcelona C                                                                          | 0 – 0           | EC Granollers                                                                     | Barcelona                                           |  |
| 17:00 Jornada 28 | Urko Llamas, Casado, Martos, Borrego Andreu, Sastre, Jordi Gilberto, Oriol Riera, David | Mundo Deportivo | Ochoa Elies, Edu Dot, Crivillé, Folguera Gely, Ariza Antolín, Delmàs, Fabià Quini | Mini Estadi · 400 espectadors · David Tomás Baulo · |  |

| 20 març 2005     | EC Granollers | 2 – 2                                   | CE Manresa | Granollers                                                                              |  |
| 12:00 Jornada 29 | Quini 04' · Edu Dot 27' Ochoa · Elies, Edu Dot, Crivillé, Folguera · Gely, Delmàs · Antolín, Esteban, Fabià · Quini | Mundo Deportivo Regió 7 (1) Regió 7 (2) | 03' Checa · 77' Beltran Nogués · Isaac, Farrés, Moisés, Olivares · Cano, Iván López, David Andreu · Ricky, Checa, Roger | Carrer Girona · Francisco Javier Serrano Hernández · David Jiménez Sánchez · González · |  |

| 3 abril 2005     | EC Granollers                                                                                        | 0 – 1           | CE Mataró | Granollers                              |  |
| 12:00 Jornada 30 | Cristian Raño Elies, Folguera, Crivillé, Rubén Salvador Gely, Delmàs Antolín, Esteban, Abraham Quini | Mundo Deportivo | 46' Samuel Miguel Ángel · Lluís, Kiku Rimblas, Vicente, Ballús · Fernando, Àlex Ortiz, Molina · Jordi Rodríguez, Samuel, Germán | Carrer Girona · Francisco Oliva Bueno · |  |

| 10 abril 2005    | UE Tàrrega                                                                                              | 0 – 1                 | EC Granollers | Tàrrega                                              |  |
| 16:30 Jornada 31 | Ballesteros Barcos, Dani Aso, Usall, Horcajada Nogueras, Àlex Ortiz, Dídac Flamarique, Garrofé, Romario | Mundo Deportivo Segre | 40' Delmàs Cristian Raño · Elies, Bellavista, Edu Dot, Crivillé · Gely, Navarro · Abraham, Delmàs, Azañón · Esteban | La Plana · 250 espectadors · Carlos Sánchez Barbas · |  |

| 17 abril 2005    | EC Granollers | 4 – 1           | UE Cornellà                                                                                                   | Granollers                                    |  |
| 12:00 Jornada 32 | Azañón 10' · Delmàs 35' 71' · Elies 90' Cristian Raño · Elies, Bellavista, Edu Dot, Crivillé · Gely, Rubén Salvador · Abraham, Delmàs, Azañón · Esteban | Mundo Deportivo | 65' (p.) Manzano · José Antonio · Lolo, Vivó, Manzano, Borja · Jarabo, Heredia, Luismi · Pradas, Ochoa, Toñín | Carrer Girona · Miguel María García Jiménez · |  |

| 24 abril 2005    | CF Vilanova | 1 – 0           | EC Granollers                                                                                    | Vilanova i la Geltrú                                               |  |
| 17:00 Jornada 33 | Sellarès 61' Manel · Víctor Durán, Gimeno, Valldosera, Alfonso · Cristino, Juanje, Álvaro, Boira · Sellarès, Fajardo | Mundo Deportivo | Ochoa Elies, Bellavista, Edu Dot, Crivillé Abraham, Gely, Rubén Salvador, Azañón Esteban, Delmàs | Alumnes Obrers · 600 espectadors · Francisco José Jiménez Acosta · |  |

| 1 maig 2005      | EC Granollers                                                                                               | 2 – 0           | UE Vilassar de Mar                                                                | Granollers                           |  |
| 12:00 Jornada 34 | Gely 08' 70' Ochoa · Elies, Edu Dot, Crivillé, Folguera · Gely, Navarro · Abraham, Delmàs, Azañón · Esteban | Mundo Deportivo | Yeste David, Creus, Vergés, Álex Cruz Víctor, Pol, Colomé Xavi López, Óscar, Geni | Carrer Girona · Jordi Liarte Pérez · |  |

| 8 maig 2005      | FE Figueres                                                                                             | 1 – 2           | EC Granollers | Vilatenim, Figueres                                              |  |
| 17:00 Jornada 35 | Jaume 55' Josep · Ivi, Óscar, Vila, Santiago · Roger Vidal, Troyano, Xumetra · Almendros, Robert, Jaume | Mundo Deportivo | 11' 57' Ariza Cristian Raño · Elies, Edu Dot, Crivillé, Rubén Salvador · Gely, Navarro · Ariza, Delmàs, Abraham · Esteban | Municipal de Vilatenim · 100 espectadors · Òscar Bergadà Braña · |  |

| 14 maig 2005     | EC Granollers | 2 – 2           | UE Castelldefels                                                                                          | Granollers                            |  |
| 19:30 Jornada 36 | Esteban 47' · Rubén Salvador 52' Cristian Raño · Elies, Edu Dot, Crivillé, Rubén Salvador · Gely, Navarro · Ariza, Delmàs, Abraham · Esteban | Mundo Deportivo | 25' 58' Bisbal · Marc · Toni, Naranjo, Guerrero, Óscar · Dorca, Quique, Bisbal · Aldrich, Garzón, Vílchez | Carrer Girona · David Lanaspa Mainz · |  |

| 22 maig 2005     | CE L'Hospitalet | 4 – 1           | EC Granollers | L'Hospitalet de Llobregat         |  |
| 12:00 Jornada 37 | Toni Mora 31' · Dani Cobo 44' · Manolo González 75' · Raúl 81' Eduardo · Sierra, Jaime, Uceda, Roger · Xavi Roca, Ángel, Toni Mora · Carrillo, Manolo González, Dani Cobo | Mundo Deportivo | 89' Novo · Ochoa · Elies, Edu Dot, Crivillé, Rubén Salvador · Navarro, Cuadras · Ariza, Delmàs, Abraham · Esteban | Feixa Llarga · César Ochoa Díez · |  |

| 29 maig 2005     | EC Granollers | 2 – 1           | CD Banyoles                                                                                         | Granollers                                  |  |
| 18:00 Jornada 38 | Ariza 83' · Novo 86' Ochoa · Elies, Edu Dot, Crivillé, Rubén Salvador · Navarro, Cuadras · Ariza, Delmàs, Abraham · Esteban | Mundo Deportivo | 78' Axel · Gerard · Toni, Padilla, Pitu, Pibernat · Masferrer, Pau, Plaja, Jonathan · Cortada, Axel | Carrer Girona · Gonzalo Aguilera Hernando · |  |

| Posició | J  | G  | E | P  | GF | GC | DG | Punts |
| ------- | -- | -- | - | -- | -- | -- | -- | ----- |
| 8è      | 38 | 17 | 9 | 12 | 45 | 39 | 6  | 60    |